# BitTorrent protocol encryption
Protocol encryption (PE, brouillage de protocole), message stream encryption (MSE, brouillage des flux de message) ou protocol header encrypt (PHE, brouillage d'en-tête de protocole) sont des fonctionnalités de clients de partage de fichier poste à poste (P2P). Ils sont utilisés pour rendre le trafic plus difficile à identifier. Les fournisseurs d'accès à Internet sont une des cibles de ce brouillage, car ils tentent de détecter les logiciels de partage de fichiers pour limiter ce type de consommation de bande passante qui leur coûte cher.
Le brouillage de protocole modifie les paquets pour masquer leur nature et brouiller le type de logiciel utilisant le réseau. Il ne protège pas contre la détection de la mise à disposition de tel ou tel fichier, et n'est pas destiné à protéger la vie privée des utilisateurs.
MSE/PE est implémenté dans les clients bittorrent Aria2, BitComet, BitTornado, Deluge, Flashget, Halite, KTorrent, Mainline, rTorrent, µTorrent, Transmission, et Vuze. PHE était implémenté dans des vieilles versions de BitComet.
Des protocoles de brouillage similaires sont également utilisés par quelques versions récentes de logiciels utilisant d'autres systèmes poste à poste que BitTorrent. On peut citer par exemple eMule (depuis 0.47b) ou aMule (au moins 2.2) utilisant le réseau eDonkey2000.